# رغبة العالم
رغبة العالم (بالإنجليزية: The World's Desire)‏ هي رواية خيال كلاسيكية نشرت عام 1890 بقلم هنري رايدر هاجارد وأندرو لانغ. زادت أهميتها لاحقا بعد أن أعادت دار بالانتاين نشرها في غلاف ورقي ضمن المجلد الأربعين من «سلسلة بالانتاين لأدب خيال الكبار» في يناير عام 1972.
تروي القصة حكاية البطل أوديسيوس، ويشار إليه باسم «الجوال» في الجزء الأكبر من الرواية. يعود أوديسيوس إلى وطنه إيثاكا بعد رحلته الثانية المجهولة. وكان يأمل أن يجد «الوطن في سلام، وزوجته العزيزة والمخلصة وابنه جديرا له». ولكنه لا يجد أي من الثلاثة، بدلا من ذلك يجد أن وطنه دمر بالطاعون وقتلت زوجته بينيلوبي. يرحل حزينا، يزور حبا قديما، وهي هيلانة الطروادية، والتي أخذت منها الرواية اسمها. تقنعه هيلانة بأن يرتدي قوس يوريتوس وينطلق في رحلته الأخيرة. ويقابل في تلك الرحلة فرعونا تزوج امرأة ذات جمال قاتل، وكاهن طيب ومبجل، قبل أن يقابل مصيره.